# The Princess of Park Row
The Princess of Park Row è un film muto del 1917 diretto da Ashley Miller.

## Produzione
Il film fu prodotto dalla Vitagraph Company of America (come A Blue Ribbon Feature). Alcune scene furono girate al Luna Park di Coney Island.

## Distribuzione
Distribuito dalla Greater Vitagraph (V-L-S-E), il film - presentato da Albert E. Smith - uscì nelle sale cinematografiche statunitensi il 1º ottobre 1917.